# Talik

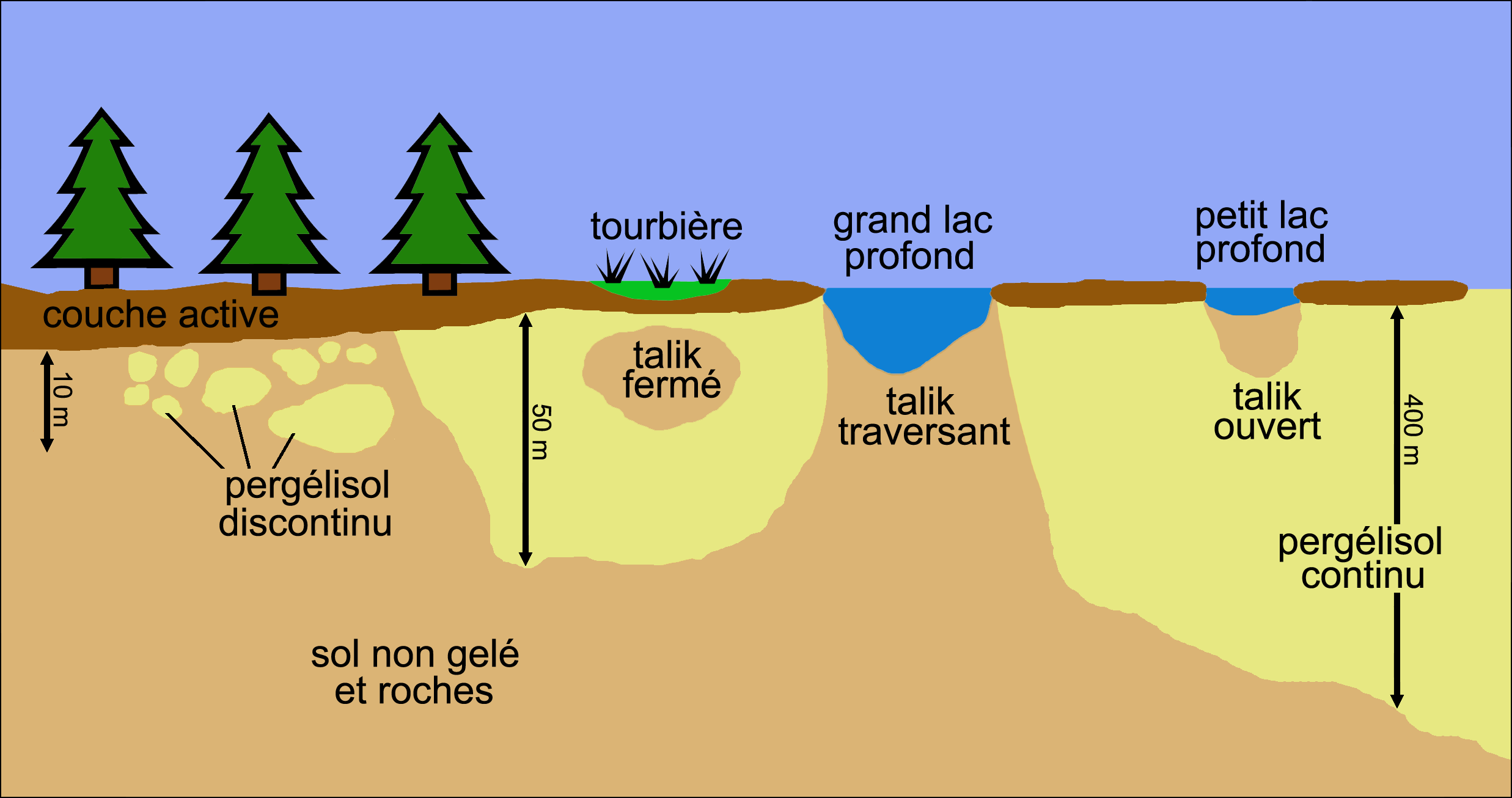
Typen von Taliki

Als Talik (Mehrzahl Taliki oder Taliks) wird in Permafrostgebieten ein Bereich ungefrorenen Bodens bezeichnet, der durch eine lokale Anomalie der thermischen, hydrologischen, hydrogeologischen oder hydrochemischen Bedingungen entstand. Die meisten Definitionen des Begriffs unterstellen zudem, dass der ungefrorene Zustand mindestens für ein Jahr Bestand haben muss, um als Talik zu gelten, da er sonst als Auftauboden einzustufen wäre. Uneinheitlichkeit besteht auch bezüglich der Frage, ob der ungefrorene Boden unterhalb der Permafrostebene, der sogenannte Niefrostboden, als Talik zu bezeichnen ist.
Taliki werden auf verschiedene Weise klassifiziert, insbesondere nach ihrer Lage innerhalb des Permafrostbodens. Dabei werden beispielsweise offene und geschlossene Taliki unterschieden, letztere haben keinen Kontakt zum Auftauboden und sind von gefrorenem Boden umgeben. Eine weitere Klassifikation orientiert sich an der physikalischen Ursache des ungefrorenen Zustands. Eine Form sind hydrothermale Taliki, die durch den wärmenden Effekt des darüber befindlichen Oberflächenwassers bedingt sind.
Taliki sind im Temperaturprofil des Permafrostgebiets ein gewöhnliches Phänomen, auch in der kontinuierlichen Zone. Sie können durch Veränderungen des Temperaturhaushalts bedingt sein und Permafrostdegradation anzeigen. Andererseits können sie auch in einem sich mit dem Klima im Gleichgewicht befindlichen Gebiet auftreten und durch lokale Wärmequellen verursacht werden, wobei hier insbesondere Bewegungen des Grundwassers verantwortlich sein können – da der gefrorene Boden wasserundurchlässig ist, sind diese in Permafrostgebieten auf Taliki beschränkt.

## Klassifizierung
Ein grundlegendes Kriterium ist  eine Unterscheidung nach der Temperatur. In den meisten Fällen liegt diese über dem Gefrierpunkt von Wasser. Es gibt aber auch sogenannte kryotische Taliki, deren Temperatur unter 0 °C liegt, beispielsweise wenn sie von mineralisiertem Grundwasser durchflossen werden.
Abhängig von der Lage relativ zum umgebenden Permafrost werden hauptsächlich folgende Typen unterschieden:
- Geschlossener Talik: Ein Talik dieses Typs hat keinen Kontakt zum Auftauboden, er ist gänzlich von Permafrost umgeben oder reicht an einer Stelle an die Bodenoberfläche, an der diese nicht gefriert. Letzteres kann typischerweise unter Seen oder Flüssen vorkommen. Die Temperatur liegt dabei aufgrund der Wärmespeicherung des Oberflächenwassers über 0 °C, weshalb es sich um nicht-kryotische Taliki handelt.
- Offener Talik: Wenn ein Talik den Permafrostboden vollständig durchdringt, wird er als „offen“ bezeichnet. Ein solcher Talik stellt eine Verbindung des Oberflächenwassers mit dem Wasser unterhalb des Permafrostbodens her. Im kontinuierlichen Permafrost sind offene Taliki selten, sie können sich unter großen Seen oder Flüssen bilden. Offene Taliki können kryotisch oder nicht-kryotisch sein.
- Lateraler Talik: Dabei handelt es sich um einen Talik, der sowohl oben als auch unten von ganzjährig gefrorenem Boden umgeben ist. Solche Taliki können kryotisch oder nicht-kryotisch sein.
- Isolierter Talik: Taliki dieses Typs sind gänzlich von gefrorenem Boden umgeben. Sie sind oft kryotisch, können aber auch nicht-kryotisch sein.
- Transienter Talik: Wenn ein Talik allmählich durch Frieren des Bodens verschwindet, wird er als „transient“ bezeichnet. Typischerweise entwickeln sie sich unter austrocknenden Seen. Dabei entwickelt sich bei Ausbreitung des Permafrosts ein geschlossener in einen isolierten und transienten Talik.

Eine andere Klassifizierung unterscheidet nach der physikalischen Ursache des ungefrorenen Zustands. Dabei gibt es fünf Haupttypen:
- Thermaler Talik: Dabei handelt es sich um einen nicht-kryotischen Talik, der sich durch das lokale Wärmeprofil des Bodens bildet. Thermale Taliki finden sich hauptsächlich in Gebieten mit diskontinuierlichem Permafrost, typischerweise im Randbereich des Permafrostgebiets. In diesen Gebieten ist die Sonneneinstrahlung stärker, wodurch höhere Luft- und Bodentemperaturen bedingt sind. Zudem kann der isolierende Effekt einer saisonalen Schneeauflage eine Rolle spielen und eine höhere Durchschnittstemperatur des Bodens zur Folge haben.
- Hydrothermaler Talik: Ein solcher Talik entsteht durch den wärmenden Effekt von Oberflächenwasser, er ist somit nicht-kryotisch. Dabei kann es sich um Taliki unter Seen, oder Flüssen handeln, aber auch unter dem Meeresboden gibt es Taliki dieses Typs. Weiterhin können solche Taliki unter Ebenen entstehen, die unregelmäßig aber häufig überflutet werden. Solche Taliki können sich aber auch unter Gletschern befinden, wenn an deren Grund Schmelzwasser fließt.
- Hydrochemischer Talik: Dabei handelt es sich um einen kryotischen Talik, bei dem das Gefrieren durch mineralisiertes Grundwasser verhindert wird, das den Talik durchdringt.
- Geothermaler Talik: Ein Talik dieses Typs entsteht durch geothermische Anomalien, die durch Prozesse im Erdinneren verursacht sind. Dabei überträgt sich der geothermische Wärmefluss im Erdinneren entlang aktiver Störungen oder in der Nähe von Vulkanen auf unter Druck stehendes Wasser unterhalb des Permafrostbodens. Somit sind solche Taliki nicht-kryotisch.
- Künstlicher Talik: Diese sind durch Aktivitäten des Menschen im Permafrostgebiet verursacht. Beispiele sind Taliki unter künstlichen Wassersammelbecken, Abraumhalden, Gebäuden oder Straßen. Im diskontinuierlichen Permafrostgebiet reichen kleinste Veränderungen des Wärmehaushalts aus, um einen künstlichen Talik hervorzurufen. Sie können kryotisch oder nicht-kryotisch sein.

## Bedeutung
Taliki und deren Entwicklung haben einen deutlichen Einfluss auf die Vegetation, die Oberflächen- und Grundwasserhydrologie, die Landschaft und auch auf die menschliche Infrastruktur im Permafrostgebiet. Sie stellen zudem eine äußerst geeignete Umgebung für Bodenmikroorganismen dar, die dort befindliches organisches Material – wie abgestorbene Pflanzen und im Permafrost konservierte Tierkadaver – in Methan umwandeln können. Methanfreisetzungen in Schmelzwasserseen des Permafrostgebiets stellen Berichten zufolge eine signifikante Quelle des Methans in der Atmosphäre dar.